# Mephisto (песня)
«Mephisto» (яп. メフィスト Мэфисуто) — песня японской рок-группы Queen Bee. Она была выпущена 20 апреля 2023 года на лейблах Sony Music Entertainment Japan и Ziyoou Record, послужив закрывающей темой для японского аниме Oshi no Ko.

## Предыстория и релиз
2 марта 2023 года Queen Bee сообщила о создании закрывающей темы для аниме Oshi no Ko под названием «Mephisto», также анонсировав свой тур по Японии, «Mephisto Shōkan».
Сингл был выпущен на стриминговые платформы 20 апреля, а затем на CD 17 мая. Видеоклип, режиссёром которого стала Саяка Наканэ, был также выпущен 17 мая.

## Награды
| Издание            | Список                            | Место |
| ------------------ | --------------------------------- | ----- |
| Anime News Network | Лучшие песни 2023                 | н/д   |
| Screen Rant        | Лучшие эндинги из аниме 2023 года | 3     |

| Церемония                | Год  | Награда       | Результат |
| ------------------------ | ---- | ------------- | --------- |
| Crunchyroll Anime Awards | 2024 | Лучший эндинг | Номинация |

## Чарты
| Чарты (2023)                           | Высшая позиция |
| -------------------------------------- | -------------- |
| Япония (Japan Hot 100)                 | 13             |
| Япония (Billboard Japan Hot Animation) | 4              |
| Япония (Oricon)                        | 16             |
| Япония (Combined Singles)              | 18             |
| Япония (Anime Singles)                 | 5              |

| Чарт (2023)                            | Позиция |
| -------------------------------------- | ------- |
| Япония (Japan Hot 100)                 | 64      |
| Япония (Billboard Japan Hot Animation) | 17      |

## Сертификации
| Регион                                                           | Сертификация | Продажи    |
| Стриминг                                                         | Стриминг     | Стриминг   |
| ---------------------------------------------------------------- | ------------ | ---------- |
| Япония (RIAJ)                                                    | Золотой      | 50 000 000 |
| Данные только о прослушиваниях приведены на основе сертификации. |              |            |